# شب پرستاره برفراز رن
شب پرستاره برفراز رُن (به انگلیسی: Starry Night Over the Rhone)(سپتامبر ۱۸۸۸) یکی از نقاشی‌های ونسان ون گوگ است که از شهر ارل در شب کشیده‌است. این نقاشی در نقطه‌ای از ساحل رودخانه رن که برای رسیدن به آنجا از خانه زرد رنگ در میدان لامارتین که ون گوگ در آن زمان اجاره کرده بود، فقط نیاز به دو دقیقه پیاده‌روی داشت، کشیده شده‌است. آسمان شب و تأثیرات نور شب موضوع چند تا از نقاشی‌های معروف او مانند: تراس کافه در شب (که همان ماه زودتر کشیده شد) است و نقاشی دیگر روی بوم از سنت رمی، شب پرستاره است.
طرحی از نقاشی در نامه‌ای که ونسان ون گوگ در دوم اکتبر ۱۸۸۸ به اوژن باخ فرستاد، وجود دارد.
نقاشی اولین بار در ۱۸۸۹ در نمایشگاه سالانه جامعه هنرمندان مستقل به همراه گل‌های زنبق در پاریس به نمایش درآمد.
دومین نمایش هم زمانی بود که ونسان پیشنهاد نمایش یکی از نقاشی‌هایش از باغ‌های عمومی ارل- به احتمال زیاد نسخه‌ای را که الان در مجموعه فیلیپس نگهداری می‌شود- را داد؛ این تابلو هم توسط تئو اضافه شد.

## موضوع نقاشی

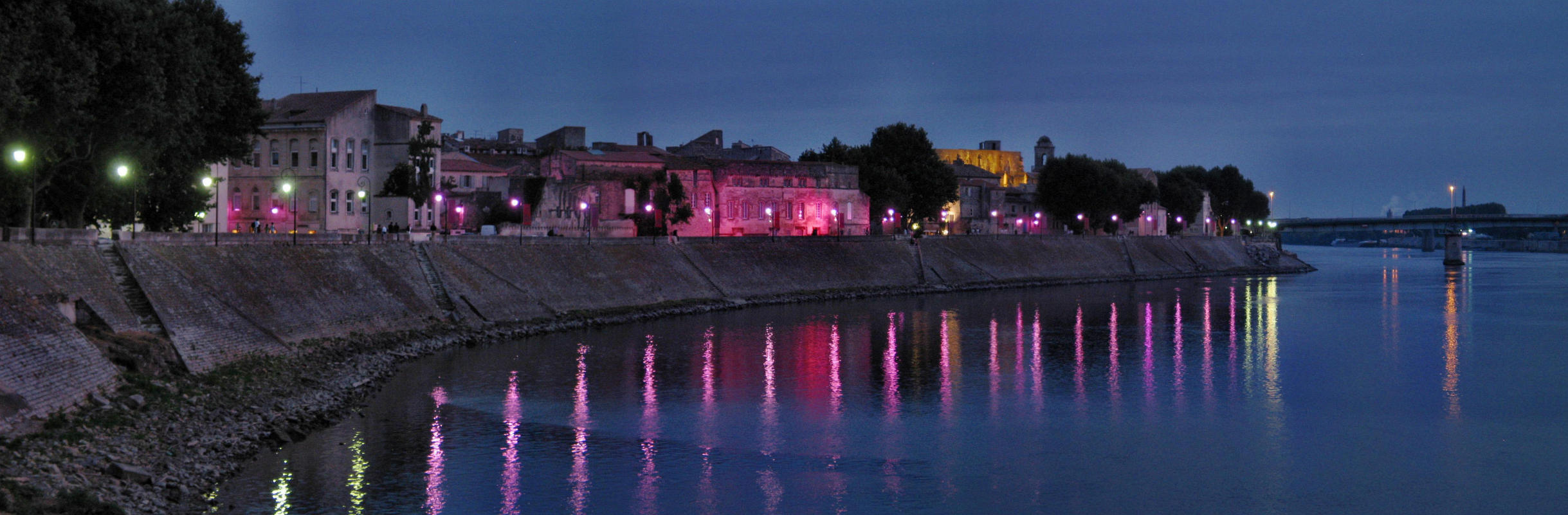
منظره مشابه از محل در سال۲۰۰۸

منظره از اسکله (خیابانی در کنار دریا) در سمت شرقی رُن، جایی که رودخانه به طرف کرانه غربی می‌پیچد: با جریان یافتن از شمال، رُن در این نقطه به سمت راست پیچیده و صخره‌هایی را که ارل بر روی آن‌ها ساخته شده‌است را در بر می‌گیرد. از برجهای سنت رمی وسنت تروی در سمت چپ تماشاگر از بالای پل آهنی که ارل را به حومه ترن‌کتی در سمت راست مرتبط می‌کند سمت شرقی کنار رودخانه را دنبال می‌کند. این منظره از میدان لامارتین در سمت جنوب غربی دیده می‌شود.
۴۳°۴۰′۵۷″شمالی ۴°۳۷′۴۹″شرقی / ۴۳٫۶۸۲۳۶۷°شمالی ۴٫۶۳۰۲۸۷°شرقی

## شروع نقاشی
ون گوگ کشیدن این نقاشی را در نامه‌ای به برادرش تئو اعلام کرده و آن را توصیف نمود:
در واقع نقاشی طرح کوچکی از میدان روی بوم ۳۰ -به‌طور خلاصه آسمان پرستاره شب -در زیر نور یک چراغ گاز است. آسمان به رنگ زرد، آب به رنگ آبی، زمین رنگ بنفش مایل به ارغوانی سیر و شهر آبی و ارغوانی رنگ آمیزی شده‌است. چراغ گاز زرد و انعکاس نور آن از رنگ قهوه‌ای مایل به زرد به رنگ سبز برنزی متمایل می‌گردد. در آسمان کبودفام دب اکبر به رنگ سبز و صورتی درخشان است، که زردی نسبتاً کم آن د ر تقابل با رنگ طلایی تند چراغ گاز است. پیکر کوچک دو عاشق هیجان‌زده در پیش صحن وجود دارد.
در واقع طرح‌های توصیف شده در نامه در این زمان احتمالاً براساس نقاشی اصلی است.

## رنگهای شب
افسون نقاشی در شب ون گوگ را به مبارزه می‌طلبید. مزیت نقطه‌ای را که او برای شب پر ستاره بر فراز رُن انتخاب کرد به او اجازه داد که انعکاس نور جراغهای گازی ارل را که بر روی آب رودخانه رُن می‌درخشید بدام بیندازد. در منظره جلو عکس دو عاشق در ساحل رودخانه قدم می‌زنند.
رنگ برای ون گوگ اهمیت زیادی داشت. در نامه‌هایش به برادرش تئودوروس ون گوگ اغلب اشیا موجود در نقاشی‌هایش را با رنگ آن‌ها توصیف می‌کرد. نقاشی‌های مربوط به شب اش از جمله: شب پرستاره بر فراز رُن، که آسمان شب و نورهای مصنوعی جدید در آن دوران را با رنگهای درخشان کشیده بر اهمیتی که او به رنگ می‌داد تأکید می‌ورزد.

## در فرهنگ عمومی
در آهنگ (بدور خود چرخیدن) از آلبوم (Wrong Way Up) برایان انو و جان کیل که در سال۱۹۹۰منتشر شد به نقاشی اشاره شده‌است. در دومین شعر خواننده چشم‌اندازی را که می‌بیند به آسمان شب ارل تشبیه کرده‌است.